# EDAMAME BEATS
『EDAMAME BEATS』（エダマメビーツ）は、EDAMAME BEANSの1枚目の会場限定シングル。2018年7月29日に会場限定リリースされた。

## 概要
EDAMAME BEANS初の会場限定シングル。
今作はEDAMAME BEANS 初のCD作品（メンバー全員の1人ずつの写真が入ったCDとしてリリース）。

### EDAMAME BEATS
- 今作のタイトル

2018年7月29日にミューザ川崎にて初披露された楽曲。8月24日に「EDAMAME BEATS（Official MV）」が公開された。

### PUZZLE
- 今作のカップリング曲

2018年8月18日にミューザ川崎にて初披露された楽曲。10月12日にPUZZLE（Official MV-short ver.）」、11月23日に「PUZZLE MV（Behind the scenes） 」、12月28日に「PUZZLE（Dance Practice）」が公開された。

## ジャケット
ジャケットは賑やかな黄緑色に白でEDAMAME BEANSのロゴが大きく書かれた背景にメンバーが立ち並び、下には白でEDAMAME BEANSの名前、左下には「EDAMAME BEATS」右下には「PUZZLE」と書かれたジャケットとなっている。

## 収録曲
| #  | タイトル          | 作詞 | 作曲・編曲 |
| -- | ----------------- | ---- | ---------- |
| 1. | 「EDAMAME BEATS」 |      |            |
| 2. | 「PUZZLE」        |      |            |